# Grčarice
Grčarice – wieś w Słowenii, w gminie Ribnica. W 2018 roku liczyła 149 mieszkańców.